# イタリア議会
イタリア議会（イタリアぎかい、イタリア語: Parlamento Italiano）は、イタリア共和国の立法府（議会）である。

## 概要
元老院（上院）と代議院（下院）の二院制を採用している。
イタリアでは両院の権能は完全対等で、両院とも大統領によって解散されうる。

## 歴史
2020年9月20日から21日にかけて、イタリア共和国憲法第56条、57条、59条を改正し、上下両院の議員定数を945議席から600議席へと削減する憲法改正案の是非を問う国民投票が執行され、賛成票が7割に達し改正案は可決された。これにより2022年総選挙から上院は315から200に（終身議員除く）、下院は630から400議席に削減された。